# Kanō Masanobu

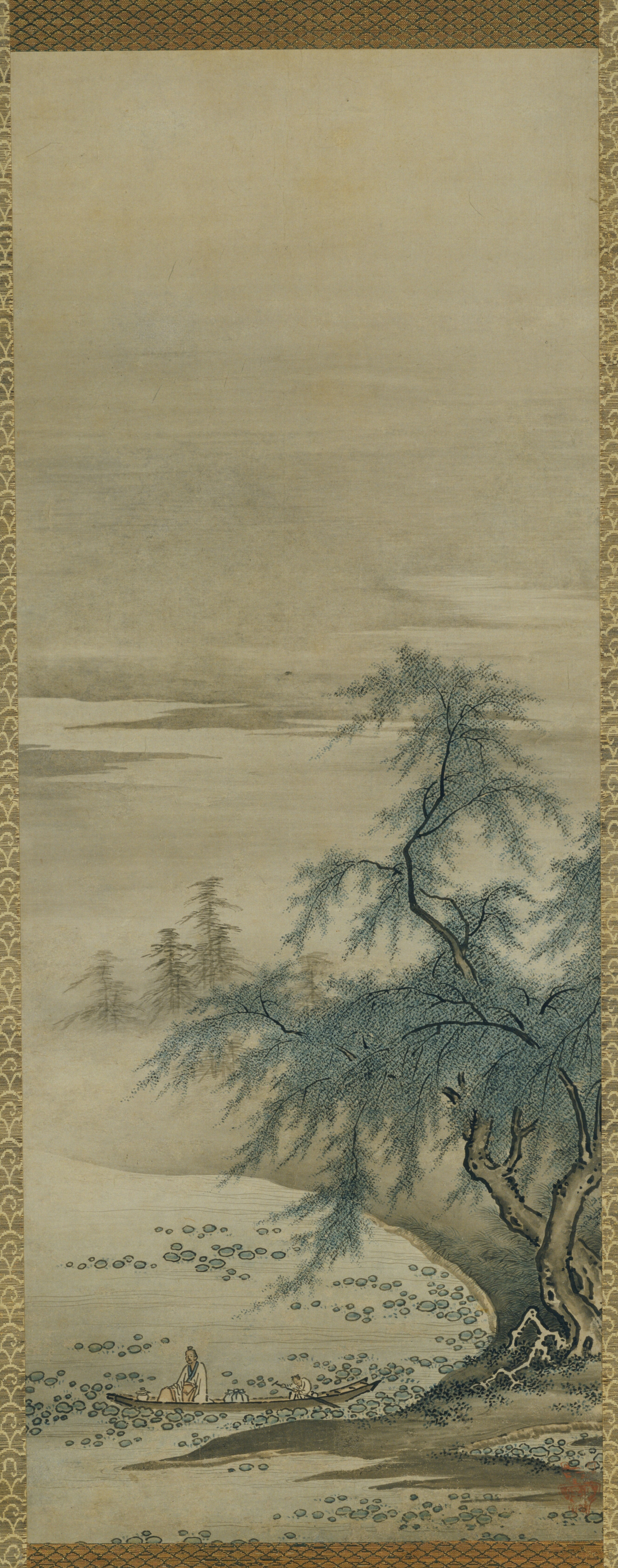
Zhou Maoshu ammira i fiori di loto, rotolo verticale di Kanō Masanobu – Opera designata Tesoro nazionale – conservata al Museo nazionale del Kyushu

Kanō Masanobu (狩野 正信?) (1434 – 1530) è stato un pittore giapponese; nominato pittore ufficiale di corte dagli shōgun Ashikaga,  è generalmente considerato il fondatore della  scuola pittorica Kanō di Kyoto.

## Biografia
Il padre di Masanobu, Kanō Kagenobu, era un  samurai e pittore autodidatta e sembra provenisse dalla regione del Kantō.
Come molti altri artisti del periodo Masanobu fu influenzato dallo stile del monaco pittore Tenshō Shūbun e secondo alcune fonti pare che abbia ricevuto i rudimenti delle tecniche pittoriche da Shūbun stesso. 
Pur non essendo egli stesso un seguace dello Zen,  Kanō Masanobu si dedicò alla pittura sia di soggetti Zen in stile cinese ad inchiostro nero sia di icone e ritratti a soggetto buddista con pittura policroma.
Poche le opere a lui sicuramente attribuite che sono giunte fino a noi tra cui Zhou Maoshu ammira i fiori di loto
Kanō Masanobu fu pittore ufficiale(御用絵師, goyō eshi) di numerosi governi dello shogunato Ashikaga, nominato inizialmente da Ashikaga Yoshimasa succedendo al pittore Sōtan nel ruolo.
Infatti, sebbene il padre di Masanobu fosse un samurai, la famiglia era periferica rispetto ai centri di potere e non aveva una posizione ufficiale a corte. La sua nomina a corte, la prima di un pittore che non fosse un seguace della religione Zen, fu probabilmente il risultato di capacità artistiche ma anche di abilità relazionali.
L’incarico gli guadagnò anche alcune critiche; l’aristocratico Shūzan Tōki espresse disdegno nei suoi confronti in quanto non appartenente a famiglia ammessa a corte e probabilmente insufficientemente esperto nella pittura yamato-e.

## Stile e influenza artistica
Masanobu fu artista eclettico e combinò diversi stili e tecniche pittoriche;  elaborò opere con la tecnica dello sumi-e o della pittura ad inchiostro che era considerata all’epoca la forma artistica più nobile, di derivazione dalla pittura cinese. Alle opere in sumi-e aggiunse però un tratto tipicamente giapponese di ritrarre forme più precise e definite dalla linea di contorno. 
Con la tecnica della policromia dipinse icone e soggetti buddisti e ritratti.
Masanobu fondò a Kyoto un proprio laboratorio pittorico che da lui prese nome di scuola Kanō e fu il capostipite di generazioni di artisti professionisti della propria famiglia. 
Lo stile pittorico della scuola Kanō divenne lo stile prevalente per oltre 400 anni dall’epoca di Masanobu fino alla Restaurazione Meiji nel 1868. 
Sebbene sia stato Masanobu ad avviare e fondare la scuola Kanō, ciò che definì e distinse principalmente lo stile Kanō non è da attribuirsi all'influenza artistica di Masanobu, piuttosto a quella di suo figlio Kanō Motonobu che ereditò dal padre sia la posizione a corte che il laboratorio di pittura.

## Citazioni letterarie
Masanobu viene citato dallo scrittore giapponese Yukio Mishima nel suo noto romanzo Il padiglione d'oro, durante la visita del protagonista al Tempio di Kinkaku-ji di Kyoto dove, sul soffitto del secondo piano dell'edificio monastico, sono dipinti degli angeli musicanti a lui attribuiti (Milano, Universale Economica Feltrinelli, 1990, p.28).